# Кшиштоф Бек
Кшиштоф Юліуш Бек (пол. Krzysztof Juliusz Beck; 12 квітня 1930, Коломия — 3 липня 1996, Бидгощ)  — польський важкоатлет, перший поляк-призер Чемпіонатів Європи з важкої атлетики. Учасник Літніх Олімпійських ігор 1956 та 1960 років.

## Життєпис
Народився Кшиштоф Бек 12 квітня 1930 року в Коломиї у родині Юзефа та Юлії Базанів. У 1951 році почав служити в польській армії, де займався бігом та кидком на 12 метрів. Отримав звання підполковника.
Однак, Кшиштоф надав перевагу важкій атлетиці через гідні умови тренування. Лише через рік тренувань у варшавській «Легії» (тренер Юзеф Стичинський) він побив перші рекорди Польщі в середній вазі в 1952 році (головним чином у жимі лежачи, фахівцем з якого він став) і потрапив до національної збірної в 1953 році.
У 1954 році вперше у своїй кар'єрі взяв участь на Чемпіонаті світу з важкої атлетики в місті Відень, де посів 11 місце. Наступного року здобув першу медаль в історії польської важкої атлетики — бронзову на Чемпіонаті Європи в Мюнхені у категорії до 75 кг (сумарна вага — 372.5 кг). Також взяв участь у наступному Чемпіонаті світу в Мюнхені, де увійшов до п'ятірки найкращих у світі — 4 місце.
У 1956 році на Чемпіонаті Європи з важкої атлетики в Гельсінкі здобув перше «срібло» в історії національної збірної Польщі. Також представив Польщу на Літній Олімпіаді 1956 року, де посів 6 місце (сумарна вага — 380 кг).
У 1957 році взяв участь у змаганні «Московський приз», здобувши 4 місце в категорії до 75 кг, а також на Чемпіонаті світу в Тегерані, де також посів 4 місце.
Кшиштоф Бек — шестиразовий чемпіон Польщі (у 1952—1957 роках) і віце-чемпіон 1960 року (в категорії до 75 кг).
На Літніх Олімпійських іграх 1960 року Кшиштоф Бек посів 6 місце, після чого завершив кар'єру спортсмена.
Пічля завершення кар'єри став випускником Вищої економічної школи для робітників у Бидгощі (1974) та Варшавської академії фізичного виховання (1977), де отримав ступінь магістра фізичного виховання. У січні 1963 року заснував секцію важкої атлетики в Завіші. Він дбав про розвиток важкої атлетики в Бидгощі та околицях, керував командою першої ліги WKS Zawisza, виховав і тренував багатьох великих спортсменів та олімпійців (зокрема, рекордсмена світу з жиму лежачи Чеслава Патерку — 177 кг у вазі 82,5 кг).
3 липня 1996 року несподівано помер.

## Вшанування пам'яті
З 2000 року в Бидгощі проводяться змагання пам'яті Кшиштофа Бека.

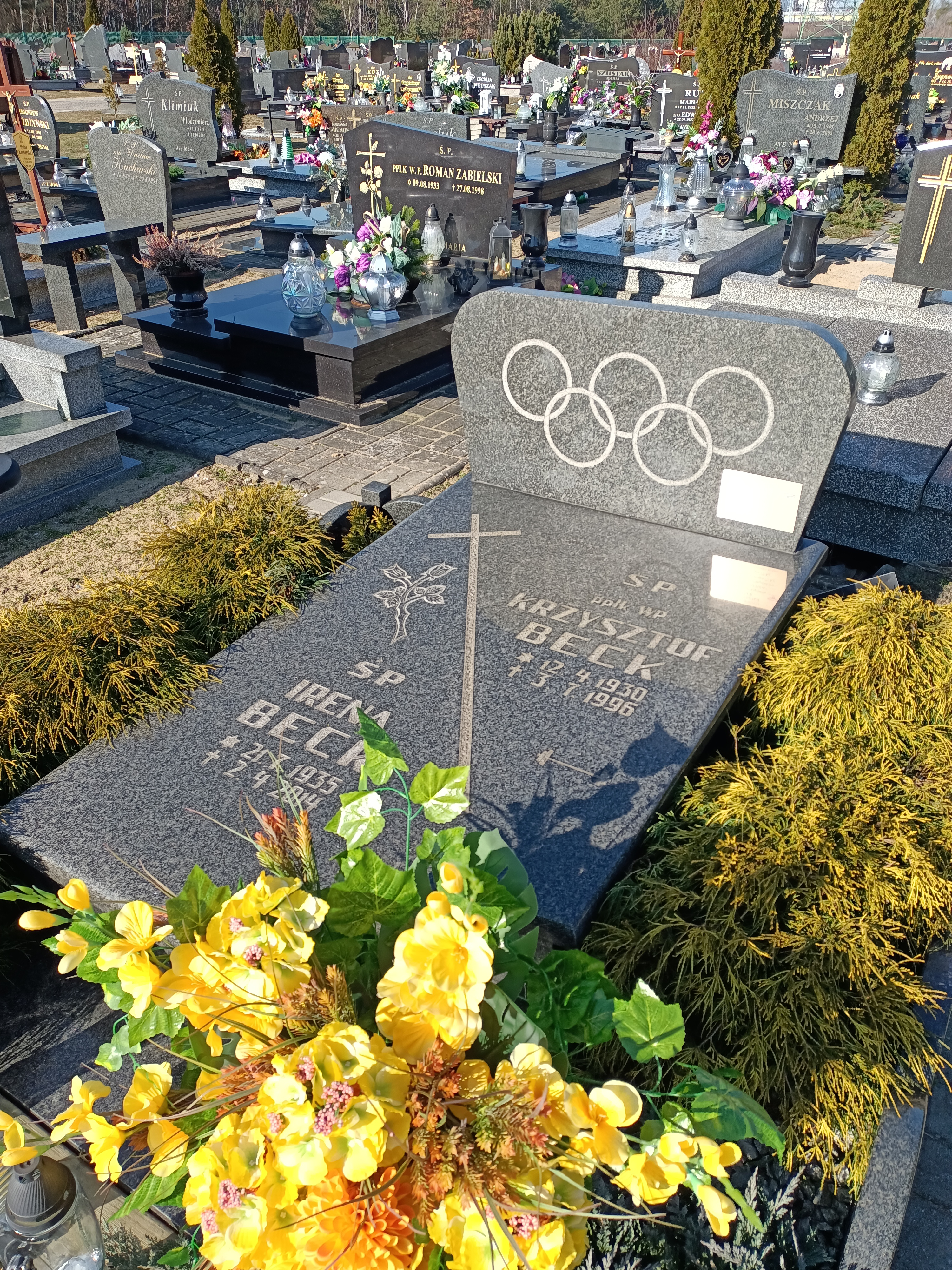
Могила Кшиштофа Бека в Бидгощі